# 江徳
江徳（こう とく）は、古代中国、紀元前1世紀の前漢の人である。生没年不明。轑陽侯。太常。
始元6年（紀元前81年）、轑陽侯の江徳は太常になった。
4年後の元鳳4年（紀元前77年）5月丁丑に、亡き文帝を祀る廟で郎（役人）が夜に飲んで失火し、廟の正殿が焼けた。昭帝と群臣は喪服を着た。中二千石の高官を長に、将作大匠の5人の校が総出で工事して、6日で完成させた。廟の令、丞、郎だけでなく、廟を監督下におく太常も失火の責任を問われ、大不敬として弾劾された。赦にあって許され、江徳は太常を免職され、列侯の爵も奪われて庶人となった。